# Chewal Cacateel
Chewal Cacateel är en ort i Mexiko.   Den ligger i kommunen Chilón och delstaten Chiapas, i den sydöstra delen av landet, 800 km öster om huvudstaden Mexico City. Chewal Cacateel ligger 1 200 meter över havet och antalet invånare är 179.
Terrängen runt Chewal Cacateel är kuperad. Runt Chewal Cacateel är det glesbefolkat, med 16 invånare per kvadratkilometer. Närmaste större samhälle är Yajalón, 15,1 km norr om Chewal Cacateel. I omgivningarna runt Chewal Cacateel växer i huvudsak städsegrön lövskog.